# 胡献尚
胡献尚（1909年—？），江西南昌人，中国外科专家，曾任江西医学院教授，第三、四、五届全国政协委员。

## 家庭
兄胡献雅、胡獻群，弟胡献可。